# Тартюф
Тартюф е комедия от френския драматург Жан-Батист Молиер, написана през 1664 г. Действието се развива в благородническа къща в Париж. „Тартюф“ е остра сатира срещу лицемерието на духовниците и срещу глупостта на догматиците.

## История
На 12 май 1664 г. на традиционните кралски празненства „Увеселенията на Омагьосания остров“ в двореца Версай Молиер показва първите три акта на новата си комедия „Тартюф“. Главен герой на пиесата е мошеник, който, представяйки се за духовник, иска с измама да се облагодетелства. Представлението предизвиква скандал. Религиозната организация „Братството на Светото причастие“, покровителствана от кралицата майка Анна Австрийска, иска авторът на скандалната пиеса да бъде наказан. Луи XIV е благосклонен към автора и доволен от комедията, но по личното настояване на кралицата майка е принуден да забрани пиесата.
Молиер е огорчен, но не се отказва да се бори за възстановяване на представленията. На 5 август 1667 г. Молиер поставя на сцена нова редакция в пет действия под заглавието „Измамникът“. Главният герой се казва Панюлф и е светски човек. Отново след първото представление пиесата е забранена.
Молиер търси различни поводи отново и отново да ангажира вниманието на краля с този проблем, но въпреки благосклонността си към самия драматург, кралят непрекъснато отлага решението. Борбата на Молиер продължава близо пет години и едва след смъртта на Ана Австрийска, забраната е вдигната. На 5 февруари 1669 г. с триумфален успех се играе премиерното представление на познатата днес версия на „Тартюф, или Измамникът“.

## Действащи лица
- Клеант – шурей на Оргон
- Госпожа Пернел – майка на Оргон
- Оргон – съпруг на Елмира
- Елмира – жена на Оргон
- Дамис – син на Оргон
- Мариана – дъщеря на Оргон и любовница на Валер
- Валер – любовник на Мариана
- Тартюф – лицемерен набожник
- Дорина – прислужница на Мариана
- г. Лоял – съдебен пристав
- Полицай
- Флипот – слугиня на госпожа Пернел
- Лоран – слуга на Тартюф

Тартюф e религиозен лицемер и измамник, използващ набожни слова и практики, за да се възползва от доверчивостта на един богат човек, който му помага. За да се сдобие с пари и да прикрие измамите си, той говори за власеницата и бича си, молитвите и раздаването на милостиня. Също така не одобрява пищното облекло. Преди първата си поява той е описан от някои като добър човек от най-висока класа, а от други като лаком, пияница и лицемер. Решавайки, че иска дъщерята на закрилника си за жена, той използва привидната си набожност да убеди домакина си, да разтури плановете за брак на дъщеря му. Опитва се и да съблазни съпругата на домакина си държейки ръката ѝ, потупвайки коляното ѝ, докосвайки дантелената ѝ яка и обяснявайки ѝ се в любов. Когато това поведение е съобщено на съпруга от жена му и сина им, глупавият мъж прощава на Тартюф и приписва на лицемера цялата си собственост. Другият опит за съблазняване на Тартюф се проваля, когато съпругът, скрит под масата, дочува всичко и го гони от къщата. Последният, хвалейки се, че всичко е негово, дава на бившия си закрилник заповед да бъде отнето имуществото на Оргон. Когато полиция пристига да изпълни заповедта, изведнъж нещата се обръщат. Тартюф е арестуван по заповед на краля, който го обявява за прословут измамник.
Оргон е лековерен богат човек, запленен от Тартюф, с когото се сприятелява, кани в дома си и предлага за съпруг на дъщеря си, която е обещана вече на друг. Защитава Тартюф от обвиненията на семейството и прислугата си, отказва да повярва на обвинението, че мошеникът се е опитал да съблазни жена му. Отрича се от децата си и приписва цялата си собственост на Тартюф. Едва по-късно, когато се крие под масата подтикван от жена си, и дочува втория опит на Тартюф да съблазни жена му, бива убеден, че подслонява лицемер и подмолен негодник. Оргон е спасен от арест и отнемане на имуществото му, едва когато Тартюф е арестуван и отведен от полицията.
Елмира жената на Оргон. Тя е запозната със злонамереността на Тартюф, тя не е в състояние да разкрие истинското лице на лицемера на съпруга си. Когато тя става обект на ухажването на Тартюф, настоява синът ѝ не да прави историята обществена, защото смята, че дискретният и студен отказ може да бъде по-ефективен от насилствените викове на измамата. Накрая, чрез планирана измама на Тартюф, тя убеждава мъжа си за злонамерността на мошеника.
Дорина е прислужница на Мариана и е проницателно, прямо и остроумно момиче, което активно участва в разкриването на Тартюф и подпомага на влюбените в техния заговор срещу него. Голямата част от хумора на пиесата е резултат от нейното нахалство. Тя възразява пряко на принудителния брак между Тартюф и Мариана, и също така предотвратява неразбирателство между истинските влюбени.
Мариана е дъщеря на Оргон, баба ѝ я смята за консервативна. Тя е нещастна от предстоящия ѝ брак с Тартюф, предложен от баща ѝ, защото е влюбена във Валер. Поради плахостта си единственото действие, което предприема към това решение, е да падне на колене пред Оргон и да го умолява да промени решението си.
Дамис е син на Оргон, баба му го смята за глупак. Неговият нрав и недискретност водят до разрухата на внимателно обмислени планове, както когато той внезапно излиза от гардероба, от който е подслушал как Тартюф ухажва Елмира и веднага разказва наивно историята на баща си. Той е надхитрен от спокойното признание на Тартюф по обвинението и вярата на баща му в невинността на Тартюф, въпреки признанието.
Валер е годеникът на Мариана. Той се скарва с нея, след като чува, че Оргон възнамерява да ожени младата жена за Тартюф, защото тя изглежда не се опитва да вложи достатъчно сила да се противопостави на предложението. В комичната сцена, където прислужницата редува годениците, тя успява да помири двойката и Валер решава, че те ще се оженят. Той лоялно предлага да помогне на Оргон да избяга след като съда отсъжда отнемането на имуществото му.
Госпожа Пернел е майка на Оргон и е пряма стара жена. Подобно на сина си, тя вярва в честността и благочестието на Тартюф, и се надява, че поведението и ученията му могат да поправят внуците и зет ѝ от социалните им лекомислия. Тя защитава Тартюф, дори и след като Оргон се обръща срещу него. Тя признава грешката си чак след като заповедта за отнемането на имуществото пристига.
Клеант е шурей на Оргон. Той говори в помпозни максими и прави дълги и уморителни речи съветващи Оргон и Тартюф. И двамата го пренебрегват.
Г. Лоял е съдебен пристав. Той служи на заповедта за отнемането на имуществото на Оргон.
Полицейският служител е повикан от Тартюф да арестува Оргон. Вместо това, той арестува Тартюф със заповед на царя.
Флипот е слугиня на госпожа Пернел.

## Сюжет
Произведението се състои от пет действия, като всяко от тях има по няколко сцени.
Действие първо:
В основата на разговора стои Тартюф, поканен гост от Оргон, който го спасява от бедността. Госпожа Пернел, майката на Оргон, иска да напусне дома, защото никой не осъзнава какъв светец е той. Всички ѝ повтарят, че той не е човекът, за когото тя го счита. Тя вижда у него само добродетелите му, като зад тях стои добре прикрит фалш и лицемерие.
Когато госпожа Пернел излиза, всички обсъждат Тартюф и са единодушни в неговата подлост. Мислят го за непочтен човек, който само се възползва от добрината на Оргон и майка му, от подслона и храната, които получава.
По-късно пристига Оргон и се интересува какво се е случило през двудневното му отсъствие и най-вече как е Тартюф. Въпреки че Дорина разказва за треската, която е повалила жена му, той непрекъснато разпитва за госта си. Когато тя му каже, че той се е наял и наспал, Оргон въздъхва: „Ах, клетия човек!“
След това Оргон и Клеант водят разговор, като Клеант се опитва да отвори очите на Оргон, за да прозре неискреността на Тартюф: „А вие сте към тях еднакво мек – и ето че маската за вас е равна с лицето, преструвката стои наред с искреността, лъжливий външен вид замества същността...“. Клеант се опитва да разбере защо Оргон отлага толкова женитбата на дъщеря си Мариана и Валер, но той е твърде лаконичен в отговорите си.
Действие второ:
Мариана и Оргон водят разговор за Тартюф, като бащата иска да разбере мнението на дъщеря си за госта, но тя се страхува да не обиди баща си с мислите си. Оргон иска Тартюф за свой зет.
Дорина се намесва в техния разговор. Тя се опитва да му обясни, че един честен човек, за какъвто се представя Тартюф, никога няма да парадира със скромността и добротата си. Оргон твърдо застава зад госта си и сигурен в неговата доблест и почтеност, напуска стаята ядосан след като чува „клевети“ по негов адрес. Сигурен е в решението да омъжи дъщеря си за него.
Дорина се опитва да разбере защо Мариана не я е подкрепила пред баща ѝ. Установява, че любовта ѝ с Валер е истинска.
Пристига Валер, който, въпреки мъката си, изглежда добре и равнодушен, като поздравява Мариана за доброто съчетание с Тартюф и е готов да се сбогува с нея, да се ожени за друга. Двамата се отчуждават и все по-студено си говорят, докато накрая Дорина не ги спира и не ги вразумява, откривайки взаимно чувствата им и успокоявайки ги, че ще намери решение. Тя съветва Мариана да склони да се омъжи за Тартюф, защото ако е ясно, че е готова да го стори, отлагането ще е по-лесно. Казва още, че с Валер не трябва да ги виждат заедно.
Действие трето:
Дорина започва да крои плана си. С нея е и Дамис, но скоро го отпраща да се скрие. За първи път се появява Тартюф заедно със слугата си Лоран. Той ѝ дава кърпа, с която да покрие деколтето си, защото на свят човек като него не бива да се запалва кръвта. Дорина му отвръща, че именно защото е свят човек не би трябвало дори да се замисли за подобни грехове. Преди да излезе, му казва, че Елмира ще дойде при него да говори и изведнъж тонът му става благ. Точно неговата слабост към господарката иска да използва срещу него при разобличаването му пред Оргон.
Срещата на Елмира с Тартюф започва и гостът търси близост с нея – слага ръката си на коляното ѝ, доближава стола си до нейния, пипа якичката ѝ. След това се обяснява в любов и споделя трепетите на сърцето си. Елмира му обещава, че няма да каже нищо на Оргон, но поставя условие – Тартюф трябва да остави Валер и Мариана да се венчаят.
Дамис става свидетел на целия им разговор и разярен излиза от стаичката, в която преди това се скри. Твърдо е решен да сподели всичко на баща си, за да може най-накрая да съзре какъв лицемер е Тартюф. 
Оргон пристига. След изречените думи от Дамис, Тартюф се признава за виновен, но Оргон не иска да го чуе и обвинява сина си в лъжа, нарича го „чумо черна“, „неблагодарник“, „безсрамник“. Гони го от дома си, лишава го от наследство. Оргон все още е решен да омъжи дъщеря си за Тартюф.
Тартюф и Оргон остават на сцената и гостът се оплаква – усеща, че не е желан в дома, вижда как всички се опитват да породят съмнение в господаря. Оргон го убеждава да остане в дома му и му обещава цялото си наследство. „Да бъде онова, що господ повелява“ е отговорът на Тартюф.
Действие четвърто:
Клеант води разговор с Тартюф. Той му казва истината в очите: „Залъгвате ни вий с думи лицемерни и доводи съвсем надути и неверни.“, „Та кой свещен закон, кой мъдър проповедник вещай – да оберем законния наследник?“ Тартюф отвръща, че не би предал своя ближен и не иска да остави наследството в „зли ръце“.
Мариана моли баща си за благоразумие и да даде малко свобода на сърцето ѝ. Казва му, че иска да се омъжи за този, когото обича. Всички са се събрали, за да вразумят Оргон. Дори Елмира споменава това, което се е случило между нея и Тартюф. Тя кара останалите да доведат предателя при нея и казва на Оргон да се скрие, за да стане свидетел на лицемерието му.
Тартюф отива при Елмира, тя се опитва да го убеди в чувствата си и накрая успява. Оргон чува целия разговор. Гостът отива да провери дали господарят на дома не е по другите стаи.
Оргон се е скрил зад Елмира. Тартюф се връща при нея и понечва да я прегърне, но тогава се появява съпругът ѝ. Оргон го пропъжда от дома си, но Тартюф му се опълчва, като казва, че той е неговият нов наследник.
Действие пето:
Клеант и Оргон водят разговор. Тартюф е убедил главата на къщата да му даде да пази ковчеже с ценни книжа.
Дамис и госпожа Пернел се появяват. Всички се събират, за да обсъдят случилото се. Майката на Оргон не е съгласна с това, което се разказва за Тартюф и все още го счита за почтен човек. Господарят на дома иска да изгодни подлеца, но е късно, тъй като вече е обещал наследството си и е дал ковчежето.
Тартюф докладва на краля за ковчежето и ще използва властта си, отстъпена му от Оргон, за да лиши семейството от дома му; следва разговор с господин Лоял, дошъл да изхвърли Оргон. На следващия ден идва неочакваната развръзка, когато полицаят, дошъл да изпълни присъдата над Оргон – т.е. да освободи жилището за Тартюф и да затвори Оргон в килия – съобщава, че кралят е прозрял истината и всъщност затворник ще стане не друг, а измамникът Тартюф. 

## Издания на български език
На български език пиесата е издавана многократно както самостоятелно така и в сборници.
- „Тартюф“, София, печатница Вълков, 1896 г., Библиотека за мало и големо № 6, в превод от Алеко Константинов;
- „Тартюф“, София, изд. „Ал. Паскалев“, 1925 г., Всемирна библиотека № 776, в превод от Ас. Младенов;
- „Тартюф“, София, изд. „Игнатов“ АД, 1937 г., Библиотека за всички № 49;
- „Тартюф“, София, изд. „...“, 1937 г., Библиотека Световни писатели № 4;
- „Тартюф“, София, изд. „Ив. Коюмджиев“, 1945 г., в превод от Т.Коюмджиева;
- „Тартюф“, София, изд. „Цветно изкуство“, 1946 г.,
- „Тартюф“, София, изд. „Хемус“, 1947 г., в превод от Асен Разцветников;
- „Тартюф“, София, изд. „Народна просвета“, 1949 г., в превод от Асен Разцветников;
- „Тартюф“, София, изд. „Народна култура“, 1960, 1962, 1964, 1966, 1967, 1968, 1969, 1970, 1972, 1973, 1975, 1976, и 1979 г., Библиотека за ученика, в превод от Асен Разцветников;
- в: сб.„Жан-Батист Молиер: Комедии“, София, изд. „Народна култура“, 1977 г., Библиотека Световна класика;
- „Тартюф“, София, изд. „Отечество“, 1980, 1982, 1884 и 1985 г., Библиотека за ученика, 156 с., в превод от Асен Разцветников;
- „Тартюф“, София, изд. „Нов Златорог“, 1993 г., в превод от Кирил Кадийски;
- „Тартюф“, София, изд. „Абагар“, 2000 г.;
- „Тартюф“, София, изд. „ПАН“, 2004 г.;
- „Тартюф“, София, изд. „Дамян Яков“, 2007 г.;
- в: сб.„Жан-Батист Молиер: Пиеси в три тома“, София, изд. „Нов Златорог“, 2013 г., в превод от Кирил Кадийски;

## Филмови адаптации
- 1926 – Тартюф / Tartuffe (Германия) – реж.: Фридрих Мурнау.
- 1965 – Тартюф (Белгия)
- 1971 – Тартюф / Tartuffe (Франция) – реж.: Марсел Кравен
- 1984 – Тартюф / Le tartuffe (Франция) – реж.: Жерар Депардийо.
- 1987 – Тартюф (Норвегия) – реж.: Ола Б. Йохансен.
- 1998 – Тартюф / Tartuffe ou L’imposteur (Франция) – реж.: Жорж Бенсусан.